# Женолак

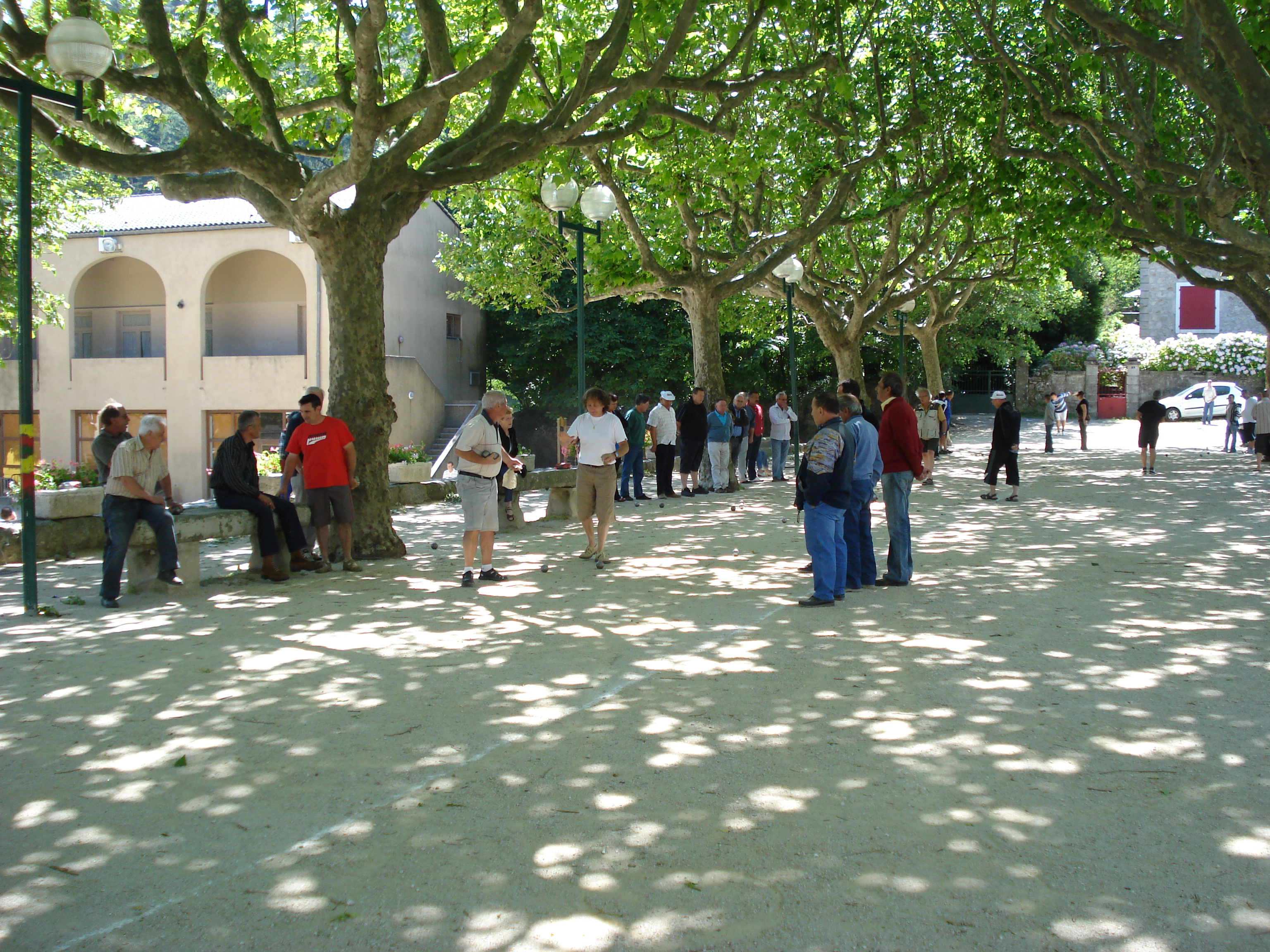
Міський майдан

Женола́к (фр. Génolhac) — муніципалітет у Франції, у регіоні Окситанія, департамент Гар. Населення — 822 особи (01.01.2021).
Муніципалітет розташований на відстані близько 520 км на південь від Парижа, 85 км на північ від Монпельє, 70 км на північний захід від Німа.

## Історія
До 2015 року муніципалітет перебував у складі регіону Лангедок-Русійон. Від 1 січня 2016 року належить до нового об'єднаного регіону Окситанія.

## Демографія
Динаміка населення (INSEE ):
Розподіл населення за віком та статтю (2006):
| Стать | Всього | До 15 років | 15-24 | 25-44 | 45-64 | 65-85 | Понад 85 |
| --- | ------ | ----------- | ----- | ----- | ----- | ----- | -------- |
| Чоловіки | 388    | 64          | 32    | 80    | 108   | 100   | 4        |
| Жінки | 476    | 60          | 44    | 120   | 108   | 124   | 20       |
| \| Статево-вікова піраміда \| Статево-вікова піраміда \| Статево-вікова піраміда \| \| ----------------------- \| ----------------------- \| ----------------------- \| \| Чоловіки \| Вік \| Жінки \| \| 4 \| 85 + \| 20 \| \| 8 \| 80-84 \| 24 \| \| 20 \| 75-79 \| 48 \| \| 36 \| 70-74 \| 32 \| \| 36 \| 65-69 \| 20 \| \| 24 \| 60-64 \| 28 \| \| 20 \| 55-59 \| 24 \| \| 28 \| 50-54 \| 12 \| \| 36 \| 45-49 \| 44 \| \| 36 \| 40-44 \| 28 \| \| 24 \| 35-39 \| 40 \| \| 16 \| 30-34 \| 40 \| \| 4 \| 25-29 \| 12 \| \| 4 \| 20-24 \| 12 \| \| 28 \| 15-20 \| 32 \| \| 24 \| 10-14 \| 32 \| \| 24 \| 5-9 \| 16 \| \| 16 \| 0-4 \| 12 \| |        |             |       |       |       |       |          |
| Статево-вікова піраміда |        |             |       |       |       |       |          |
| Чоловіки | Вік    | Жінки       |       |       |       |       |          |
| 4 | 85 +   | 20          |       |       |       |       |          |
| 8 | 80-84  | 24          |       |       |       |       |          |
| 20 | 75-79  | 48          |       |       |       |       |          |
| 36 | 70-74  | 32          |       |       |       |       |          |
| 36 | 65-69  | 20          |       |       |       |       |          |
| 24 | 60-64  | 28          |       |       |       |       |          |
| 20 | 55-59  | 24          |       |       |       |       |          |
| 28 | 50-54  | 12          |       |       |       |       |          |
| 36 | 45-49  | 44          |       |       |       |       |          |
| 36 | 40-44  | 28          |       |       |       |       |          |
| 24 | 35-39  | 40          |       |       |       |       |          |
| 16 | 30-34  | 40          |       |       |       |       |          |
| 4 | 25-29  | 12          |       |       |       |       |          |
| 4 | 20-24  | 12          |       |       |       |       |          |
| 28 | 15-20  | 32          |       |       |       |       |          |
| 24 | 10-14  | 32          |       |       |       |       |          |
| 24 | 5-9    | 16          |       |       |       |       |          |
| 16 | 0-4    | 12          |       |       |       |       |          |

## Економіка
2010 року серед 500 осіб працездатного віку (15—64 років) 354 були активними, 146 — неактивними (показник активності 70,8%, у 1999 році було 71,1%). З 354 активних мешканців працювало 328 осіб (151 чоловік та 177 жінок), безробітними було 26 (11 чоловіків та 15 жінок). Серед 146 неактивних 42 особи були учнями чи студентами, 66 — пенсіонерами, 38 були неактивними з інших причин.

У 2010 році в муніципалітеті числилось 425 оподаткованих домогосподарств, у яких проживали 853,0 особи, медіана доходів виносила 16 371 євро на одного особоспоживача

## Галерея зображень

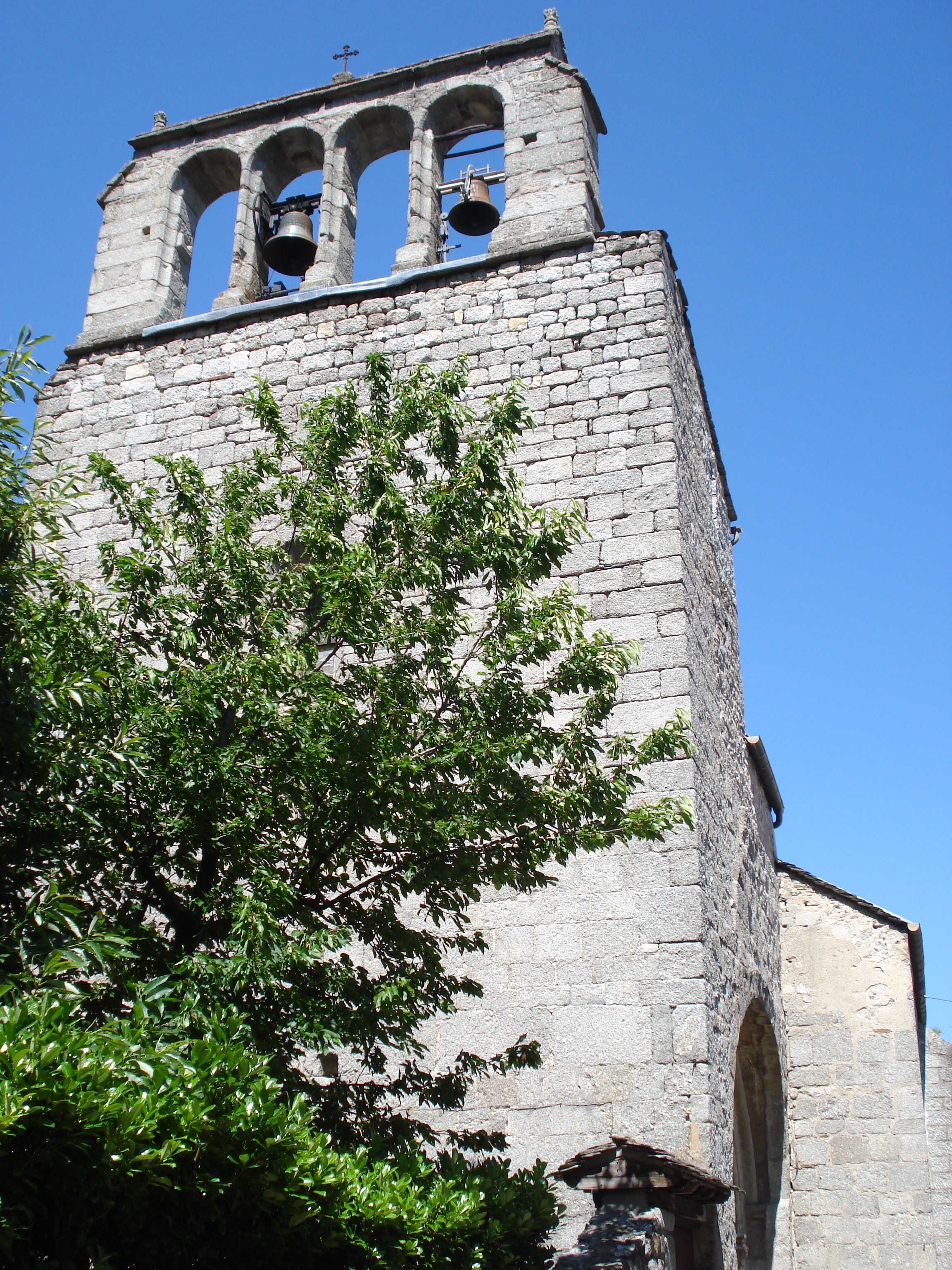
Церква з дзвіницею
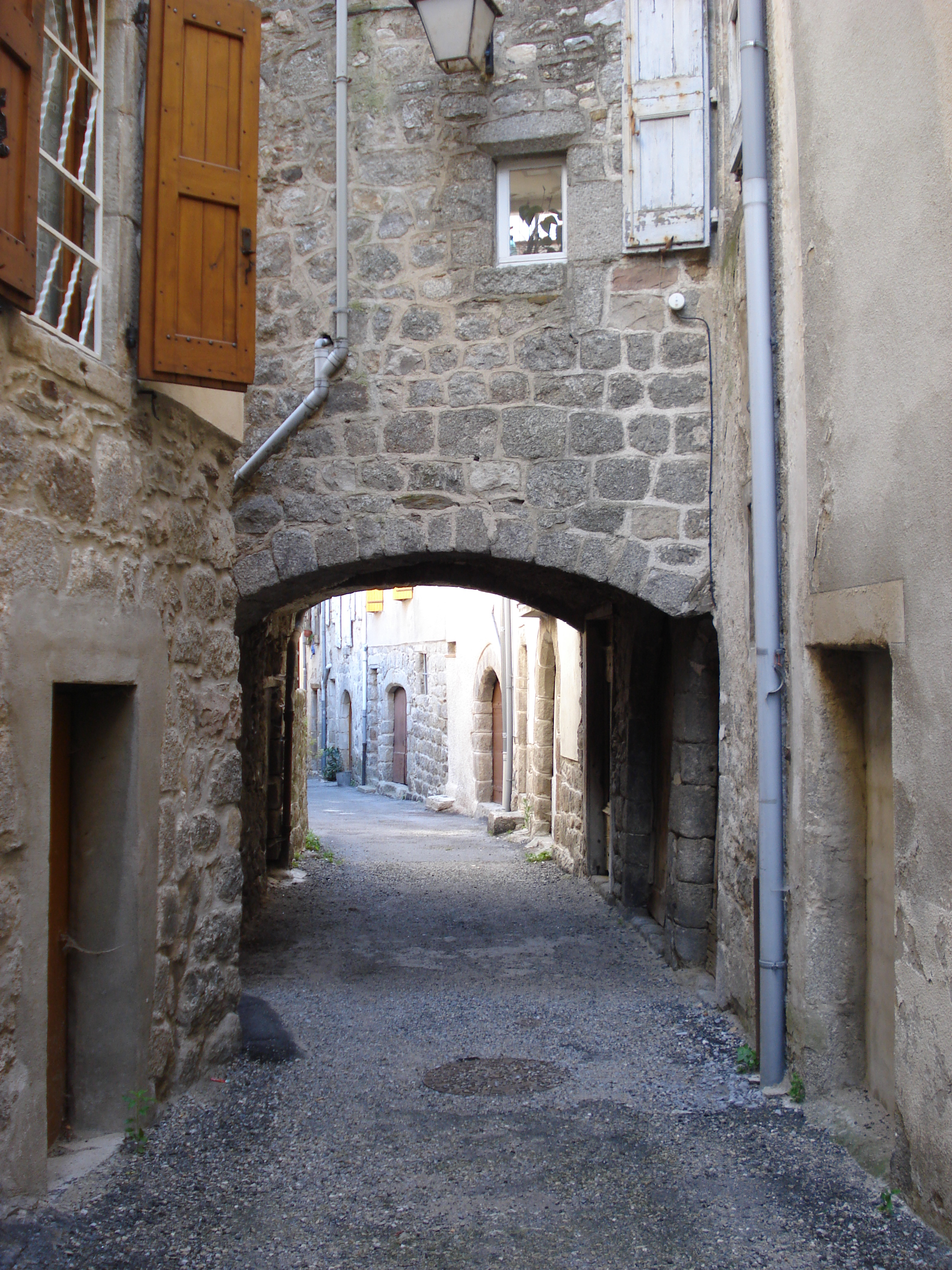
Вулиця Субейрен
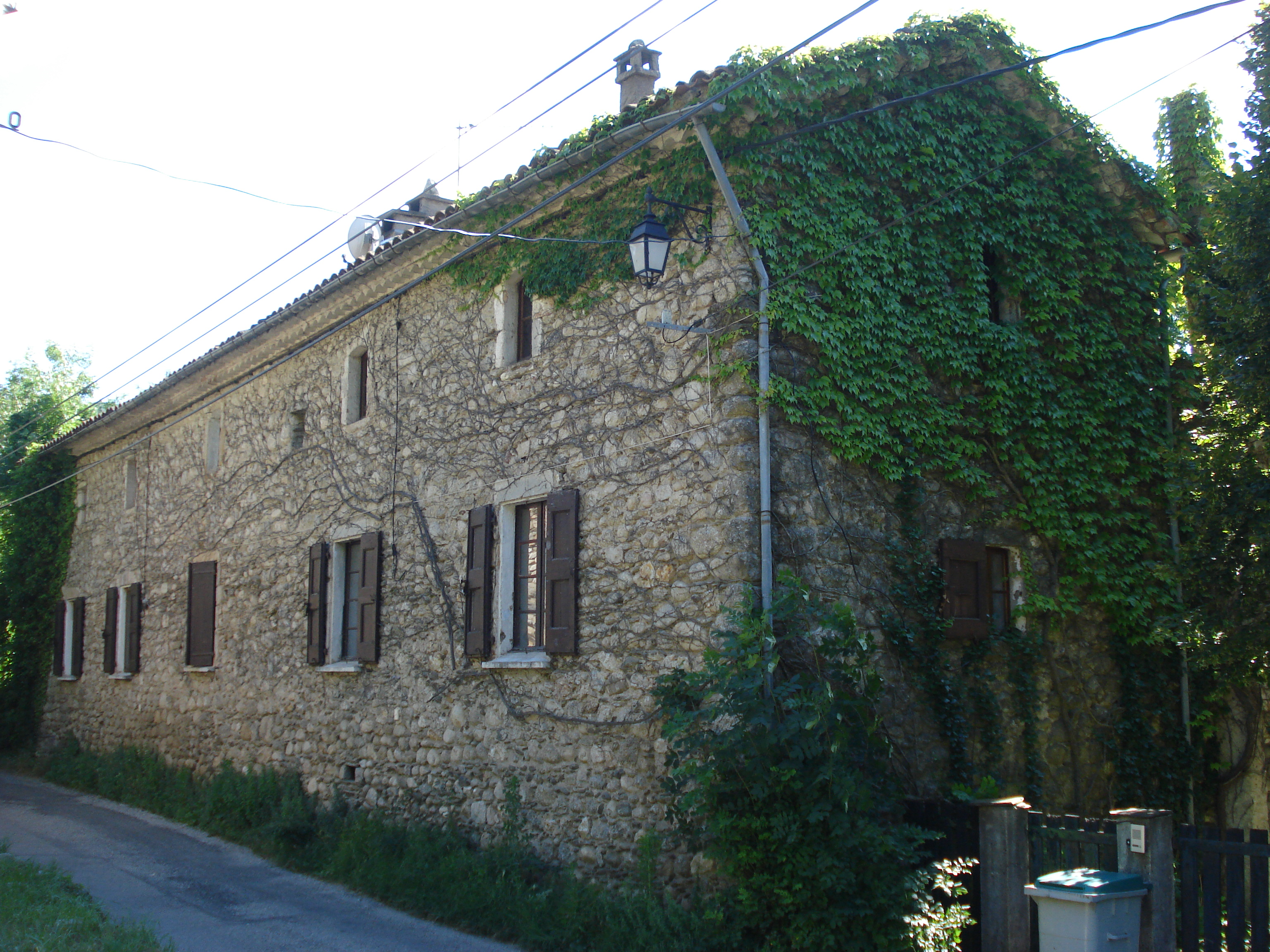
Будинок Жана-П'єра Шаброля
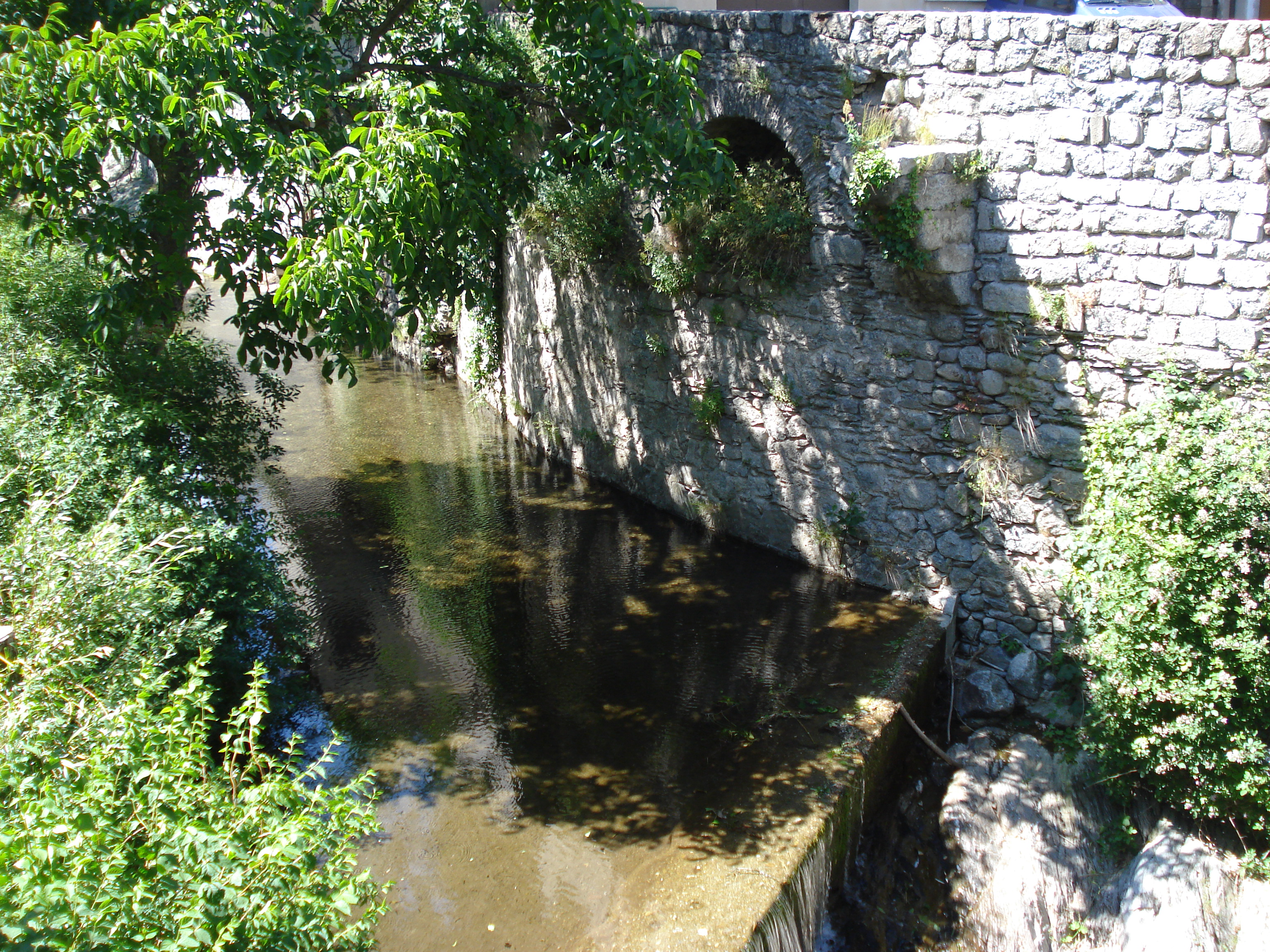
Річка Гардонетт
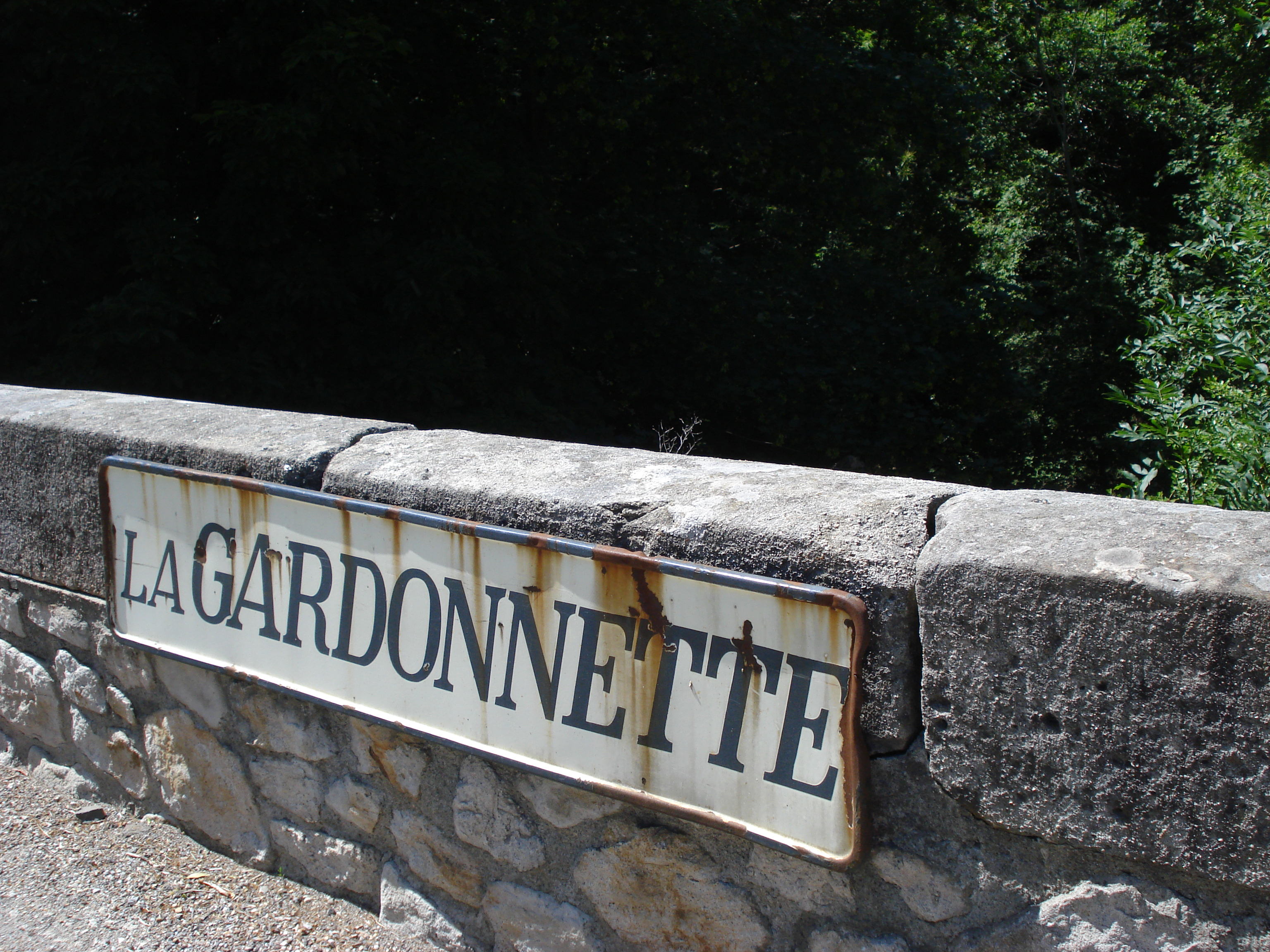
Міст через Гардонетт